# Quarta guerra sacra
La quarta guerra sacra si svolse dall'autunno del 339 a.C. all'autunno del 338 a.C.. Fu scatenata dal fatto che Eschine convinse l'anfizionia delfica ad attaccare i Locresi di Amfissa. Essi, infatti, avevano coltivato le pianure dedicate ad Apollo e ricostruito il porto distrutto durante la prima guerra sacra, cosa che veniva considerata un cattivo presagio.

## Guerra
La campagna di Filippo in Grecia, si legò con una nuova guerra sacra, la quarta e ultima. I cittadini di Amfissa nella Locride Ozolia avevano iniziato a coltivare terra sacra ad Apollo sulla pianura Crisea a sud di Delfi; dopo qualche battibecco interno, il Consiglio anfizionico decise di dichiarare una guerra santa contro Amfissa. Un delegato della Tessaglia propose che Filippo avrebbe dovuto essere capo dello sforzo anfizionico, che perciò diede a Filippo un pretesto per una campagna in Grecia; è tuttavia probabile che Filippo sarebbe andato avanti comunque con la sua campagna.
All'inizio del 339 a.C., i Tebani avevano preso la città di Nicea vicino alla Termopili, dove Filippo aveva una guarnigione nel 346 a.C. Filippo non sembra aver trattato questo come una dichiarazione di guerra, ma comunque lo ritenne un problema significativo che bloccava la strada principale verso la Grecia. Tuttavia era disponibile una seconda via in Grecia centrale. Nel 480 a.C., durante la battaglia delle Termopili, il re persiano Serse aveva inviato il suo esercito per una pista di montagna (la Anopea) per aggirare il passo. Da questa pista, sul versante occidentale del monte Kallidromo, un'altra strada principale scendeva verso la Focide. Nel 480 a.C., 1 000 soldati focesi stazionavano sopra le Termopili, a guardia di questa strada, impedendo la marcia dei Persiani in Focide (anche se non riuscirono ad evitare che i Persiani usassero la Anopea). Tuttavia, nel 339 a.C., i Greci avevano dimenticato l'esistenza di questa strada o creduto che Filippo non la usasse; l'aver tralasciato di custodire questa strada permise a Filippo di arrivare in Grecia centrale senza ostacoli.
Il trattamento relativamente indulgente usato da Filippo nei confronti dei Focesi nel 346 a.C. ora aveva dato i suoi frutti. Raggiunta Elatea, ordinò che la città venisse ripopolata e, nel corso dei mesi successivi, l'intera confederazione focese venne riportata al suo stato precedente.  Ciò fornì a Filippo una base in Grecia, e nuovi, alleati riconoscenti nei Focesi. Filippo probabilmente arrivò in Focide nel novembre del 339 a.C., ma la fase decisiva della campagna non si verificò fino all'agosto del 338 a.C. Durante questo periodo Filippo scaricò sul Consiglio anfizionico la responsabilità di risolvere la situazione di Amfissa. Ingannò una forza di 10 000 mercenari che erano a guardia della strada che portava dalla Focide ad Amfissa facendo in modo che abbandonassero i loro posti, e prese quindi Amfissa espellendo i suoi cittadini e restituendo la città a Delfi. Probabilmente era anche impegnato in tentativi diplomatici per cercare di evitare ulteriori conflitti in Grecia, anche se in tal caso, non ebbe successo.
In seguito marciò contro Tebe che era alleata di Atene. Le due città combattevano contro l'esercito macedone e subirono una sconfitta alla battaglia di Cheronea di fine agosto 338. Tebe venne maltrattata da Filippo mentre Atene fu trattata con clemenza con la pace di Demade: lo scopo del trattamento impari era quello di dividere le due città. Infatti, Filippo pensava di aver bisogno della flotta ateniese quando ci fosse stato l'attacco della Persia. Inoltre, temeva che Atene si sarebbe rivoltata se maltrattata.